# Cervaro
Cervaro és un comune (municipi) de la província de Frosinone, a la regió italiana del Laci, situat a la vall del riu Liri, a uns 130 km al sud-est de Roma i a uns 50 km al sud-oest de Frosinone.
Cervaro limita amb els municipis de Cassino, San Vittore del Lazio, Sant'Elia Fiumerapido, Vallerotonda i Viticuso.
A 1 de gener de 2019 tenia 8.064 habitants.

## Història
La població es va originar a partir d'un castell construït aquí als inicis de l'edat mitjana per l'abat Petronax de Monte Cassino.
Cervaro va ser destruït a la batalla de Montecassino durant la Segona Guerra Mundial.